# Drömmen om Europa
Drömmen om Europa är en serieroman av serieskaparen Fabian Göranson. Boken är en självbiografisk reportagebok som utspelar sig under 30 dagars resa i Europa, där huvudkaraktärerna söker efter svar på vad som håller på att hända med kontinenten och det europeiska projektet.
Drömmen om Europa kom ut 2018 (Ordfront Galago). Boken belönades med Seriefrämjandets pris Urhunden för bästa originalsvenska seriebok 2019.